# Gislar Stieber
Gislar Stieber OSB (* 6. Mai 1891 in Trossenfurt als Michael Stieber; † 19. Januar 1956 in Dillingen an der Donau) war ein deutscher Benediktinerpater und Abt des Klosters Niederaltaich.

## Leben
Sigismund Waitz weihte ihn am 7. September 1913 in Feldkirch zum Priester. Am 31. Mai 1930 wurde er fast einstimmig zum ersten Abt nach der Wiedererrichtung des Klosters gewählt. 1937 wurde er abgesetzt.

## Schriften (Auswahl)
- Varroniana. Die griechischen Fremdwörter bei Varro de lingua latina. Orthographie und Lautlehre derselben. Index aller bei Varro sich findenden Fremdwörter. Würzburg 1921, OCLC 632417893.
- Das Gründungsjahr der niederbayerischen Benediktinerabtei Niederaltaich, in: Studien und Mitteilungen zur Geschichte des Benediktinerordens und seiner Zweige 49 (1931) 103–109, ISSN 0303-4224.